# Octavio Zambrano
Octavio Zambrano (n. 3 februarie 1958 în Guayaquil) este un antrenor ecuadorian de fotbal, fost fotbalist. El este unul din cei mai de succes antrenori din Major League Soccer (MLS).